# Rechtvaardigheid Eerst
Rechtvaardigheid Eerst (Spaans: Primero Justicia) is een Venezolaanse politieke partij.
De partij wil een alternatief bieden voor de regering van Hugo Chávez. Centraal in de ideologie van de partij staan zaken als de vrijemarkteconomie en gelijkheid van kansen. De partij werpt zich op als een verdediger van de mensenrechten.
Primero Justicia werd in 1992 opgericht. Het was een burgerinitiatief van een groep jonge mensen, met name universitaire studenten, onder de leiding van Dr. Alirio Abreu Burelli, een rechter van het Venezolaanse Opperste Hof van Justitie. Deze groep was bezorgd omtrent wat zagen zij als verslechtering van gerechtelijke macht in het land organiseerde zich met als doel zich in te spannen om tot de hervorming van het rechtssysteem van Venezuela te komen.
De vereniging ging de politieke arena in. Als resultaat daarvan verscheen de Constitutionele Overeenkomst van 1999, waarin zij een ontwerp voor nieuwe grondwet aan het land voorlegden.
Primero Justicia was eerst een gewone vereniging, maar is vervolgens gegroeid van een lokale / regionale partij (in de staat Miranda) naar een nationale partij. De partij heeft met name veel aanhang in het oostelijk en zuidoostelijk deel van het stedelijk gebied van Caracas, in de gebieden dus die voor een groot deel door de rijkere klasse bewoond worden.
Bij de wetgevende verkiezingen, 30 juli 2000, won de partij 5 van de 165 zetels in de Nationale Assemblee van Venezuela. Voor de verkiezingen van 4 december 2005 heeft de partij haar kandidaten teruggetrokken, de beschuldigende vinger uitstekend naar de verkiezingsraad (Consejo Nacional Electoral) die te weinig garanties zou bieden voor een geheime stemming, waardoor de partij tot 2010 geen afgevaardigden in het parlement zal hebben.
Julio Borges was de presidentiële kandidaat van deze politieke beweging voor de presidentiële verkiezingen van 2006. Hij was tot op dit moment federaal afgevaardigde. Henrique Capriles is sinds 2008 gouverneur van de deelstaat Miranda
Volgens de tegenstanders van de partij krijgt de partij veel hulp van de commerciële media. In de negentiger jaren konden een aantal van hun leiders zich manifesteren dankzij het programma Justicia para todos van de zender RCTV. In het programma fungeerde Julio Borges als de rechter in een Venezolaanse versie van het programma de rijdende rechter zoals dat op de Nederlandse televisie verschijnt.
Door de Venezolaanse regering van Chavez wordt Primero Justicia afgeschilderd als een partij betaald door de Verenigde Staten, als agenten van het Amerikaanse kapitalisme.
In januari 2008 verzamelden diverse oppositiepartijen in Venezuela zich in een coalitie, Mesa de la Unidad Democrática (MUD). Wilden de partijen een kans maken tegen Hugo Chavez dan was samenwerking essentieel. In juni 2009 waren al 11 partijen betrokken en een jaar later al 50 waarvan 16 nationale bekendheid genoten. De basis werd gelegd door de langer bestaande partijen Copei en Democratische Actie en aangevuld met partijen van recentere datum zoals Rechtvaardigheid Eerst. Door de verscheidenheid aan partijen is niet altijd consensus mogelijk.
In de verkiezingen van september 2010 bereikte MUD de eerste successen. Ze behaalden 64 van de 165 zetels in het parlement, waarvan 10 zetels voor Rechtvaardigheid Eerst en 10 voor Een Nieuwe Periode (Spaans: Un Nuevo Tiempo). Copei behaalde vijf en Democratische Actie acht zetels. In de parlementsverkiezingen van december 2015 behaalden MUD een tweederdemeerderheid in het parlement met 112 zetels.